# Трећа лига Србије у америчком фудбалу 2016.
Трећа лига Србије у америчком фудбалу 2016. је друго издање најнижег ранга такмичења у америчком фудбалу у Србији. Сезона је почела 3. априла и у њој учествује девет тимова. Други пут од оснивања лиге америчком фудбала у Србији наступа и клуб који није из земље – Берси Софија из Бугарске.

## Систем такмичења
У лиги учествује девет клубова подељених по географској припадности у две групе – Север и Југ. Игра се по двокружном систему свако са сваким, а првопласирани тимови из обе групе квалификоваће се у Другу лигу за наредну сезону. Пошто су Берси Софија инострани клуб и нису чланови СААФ-а, њихови резултати се неће рачунати у коначном скору.

## Клубови
| Север                                                                     | Југ                                                                  |
| ------------------------------------------------------------------------- | -------------------------------------------------------------------- |
| Најтси Клек Вајлд догси Нови Сад Шаркси Шабац Хокси Обреновац Видре Бечеј | Ројал краунси Краљево Голден берси Бор Бедеми Смедерево Берси Софија |

## Група Север

### Табела
Легенда:
|  | Пласирали се у плејоф |

| #  | Клуб                | ИГ | П | ИЗ | ГД  | ГП  | ГР  | %     |
| -- | ------------------- | -- | - | -- | --- | --- | --- | ----- |
| 1. | Вајлд догс Нови Сад | 4  | 4 | 0  | 53  | 20  | +33 | 0.750 |
| 2. | Најтси Клек         | 4  | 3 | 1  | 117 | 49  | +68 | 0.750 |
| 3. | Шаркси Шабац        | 4  | 2 | 2  | 67  | 70  | –3  | 0.500 |
| 4. | Хокси Обреновац     | 4  | 1 | 3  | 40  | 65  | –25 | 0.250 |
| 5. | Видре Бечеј         | 4  | 0 | 4  | 29  | 102 | –73 | 0.000 |

## Група Југ

### Табела
Легенда:
|  | Пласирали се у плејоф |

| #  | Клуб                  | ИГ | П | ИЗ | ГД  | ГП  | ГР   | %     |
| -- | --------------------- | -- | - | -- | --- | --- | ---- | ----- |
| 1. | Берси Софија          | 3  | 3 | 0  | 101 | 6   | +95  | 1.000 |
| 2. | Голден берси Бор      | 3  | 2 | 1  | 52  | 55  | -3   | 0.667 |
| 3. | Ројал краунси Краљево | 3  | 1 | 2  | 30  | 22  | +8   | 0.333 |
| 4. | Бедеми Смедерево      | 3  | 0 | 3  | 14  | 114 | -100 | 0.000 |

## Плеј-оф

### Четвртфинале
- "Вајлд Догс" Нови Сад - Смедерево "Бедеми"   28:0
- "Берси" Софија - "Хавкси" Обреновац                57:0
- "Најтси" Клек - "Ројал краунси" Краљево           30:20
- "Голден Берси" Бор - "Шаркси" Шабац              36:12

### Полуфинале
| Датум        | Клуб                | Клуб             | Резултат |
| ------------ | ------------------- | ---------------- | -------- |
| 10. јул 2016 | Берси Софија        | Голден берси Бор | 28:12    |
| 16. јул 2016 | Вајлд догс Нови Сад | Најтси Клек      | 6:0      |

### Финале
| Датум        | Клуб                | Клуб         | Резултат |
| ------------ | ------------------- | ------------ | -------- |
| 24. јул 2016 | Вајлд догс Нови Сад | Берси Софија | 0:28     |